# Вільям Гейнс
Чарльз Вільям Гейнс (англ. Charles William Haines; 2 січня 1900 — 26 січня 1973) — американський актор і дизайнер інтер'єрів.

## Біографія
Пік популярності Вільяма Гейнса припав на середину 1920-х років, коли актор прославився завдяки своїм ролям у фільмах «Маленька Анни Руні» (1925), «Браун з Гарварда» (1926), «Весняна лихоманка» (1927), «Вест-Пойнт» (1927) і «Люди мистецтва» (1928). Гейнс залишався одним з головних зірок німого кіно на «MGM» до початку 1930-х років, після чого студія розірвала з ним контракт у зв'язку з тим, що він відмовився заперечувати свою гомосексуальність.
У подальші роки Гейнс в кіно так і не повернувся, почавши власну дизайнерську лінію інтер'єрів спільно зі своїм партнером Джиммі Шилдсом, підтримуваний також своїми колишніми колегами по екрану, серед яких були Джоан Кроуфорд і Глорія Свенсон. Його дизайнерські роботи були широко популярні у Голлівуді, зокрема засновником студії «Warner Bros.» Джеком Ворнером, актрисами Керол Ломбард і Меріон Дейвіс, Ненсі і Рональдом Рейганом, коли той став губернатором Каліфорнії, а також їх використовували під час ремонту резиденції американського посла в Лондоні.
Після відходу з великого екрана Гейнс вже досить відкрито став висловлюватися про свою гомосексуальність, часто влаштовував разом з Джиммі Шилдсом закриті вечірки, гостями на яких були такі знаменитості як Джордж Кьюкор і Кліфтон Вебб. Гейнс і Шилдс прожили разом протягом 50 років, через що Джоан Кроуфорд назвала їх «найщасливішою подружньою парою в Голлівуді».
Вільям Гейнс помер від раку легенів в Санта-Моніці у віці 73 років, за тиждень до свого дня народження. Джиммі Шилдс важко переживав втрату і через пару місяців наклав на себе руки, прийнявши надмірну дозу пігулок. Їх поховали поруч на кладовищі Вудлон в Санта-Моніці.
Внесок Вільяма Гейнса в американську кіноіндустрію відзначений зіркою на Голлівудській алеї слави.

## Вибрана фільмографія
- 1923 — Продажні душі
- 1923 — Три мудрих дурні
- 1924 — Дружина кентавра
- 1928 — Люди мистецтва
- 1932 — Ви слухаєте?